# Caravana de camells

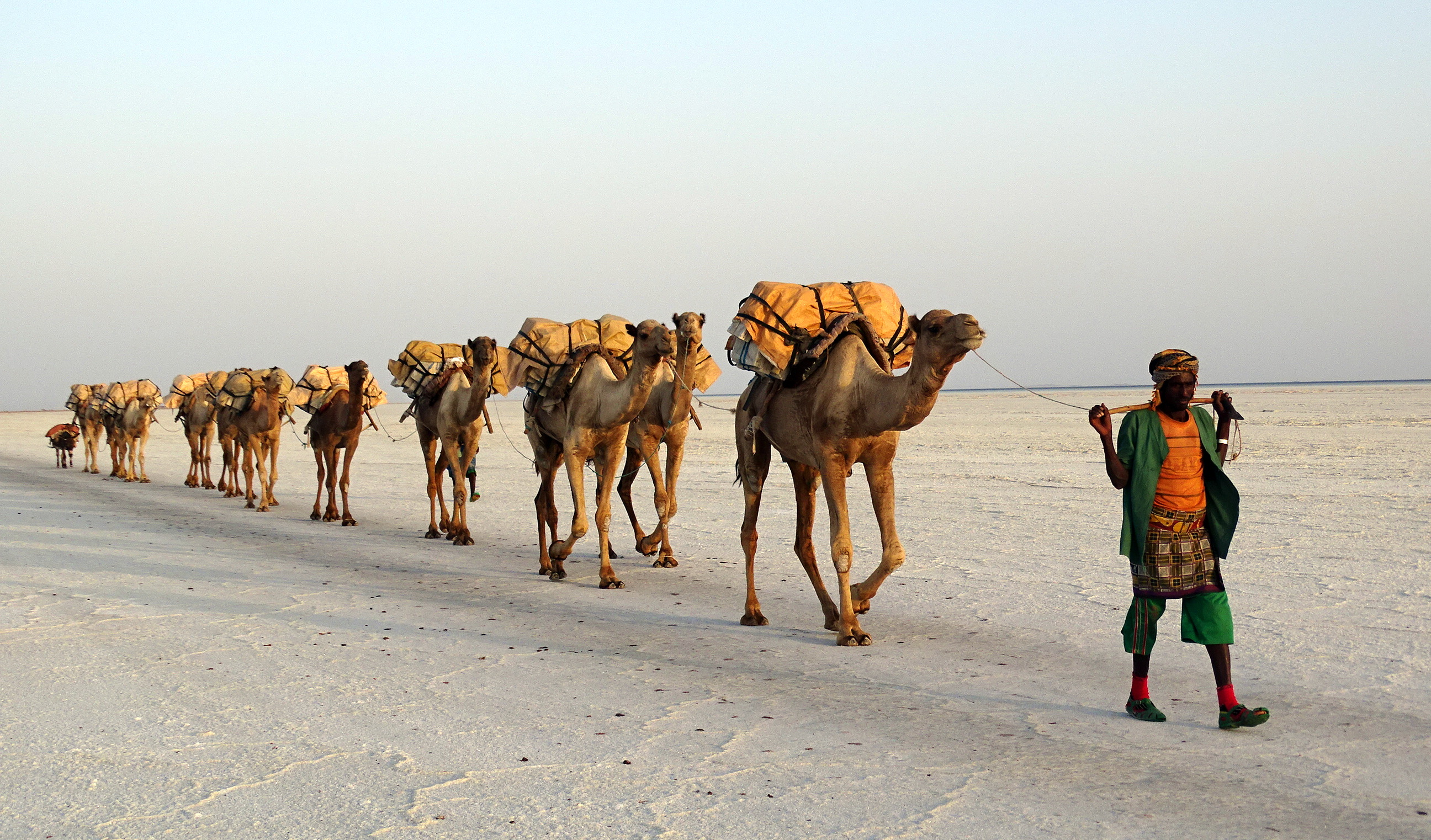
Una caravana de camells contemporània per al transport de sal al llac Karum a la regió d'Afar, Etiòpia

Una caravana de camells o tren de camells, és una sèrie de camells que transporten passatgers i mercaderies en un servei regular o semi-regular entre punts. Tot i que rarament viatjaven més ràpid que la velocitat humana, durant segles la capacitat dels camells de suportar condicions dures els va fer ideals per a la comunicació i el comerç a les zones desèrtiques del nord d'Àfrica i la península Aràbiga. Els trens de camells també es van utilitzar amb moderació a altres llocs del món. Des de principis del segle XX han estat substituïts en gran part per vehicles motoritzats o trànsit aeri.

## Àfrica, Àsia i Orient Mitjà

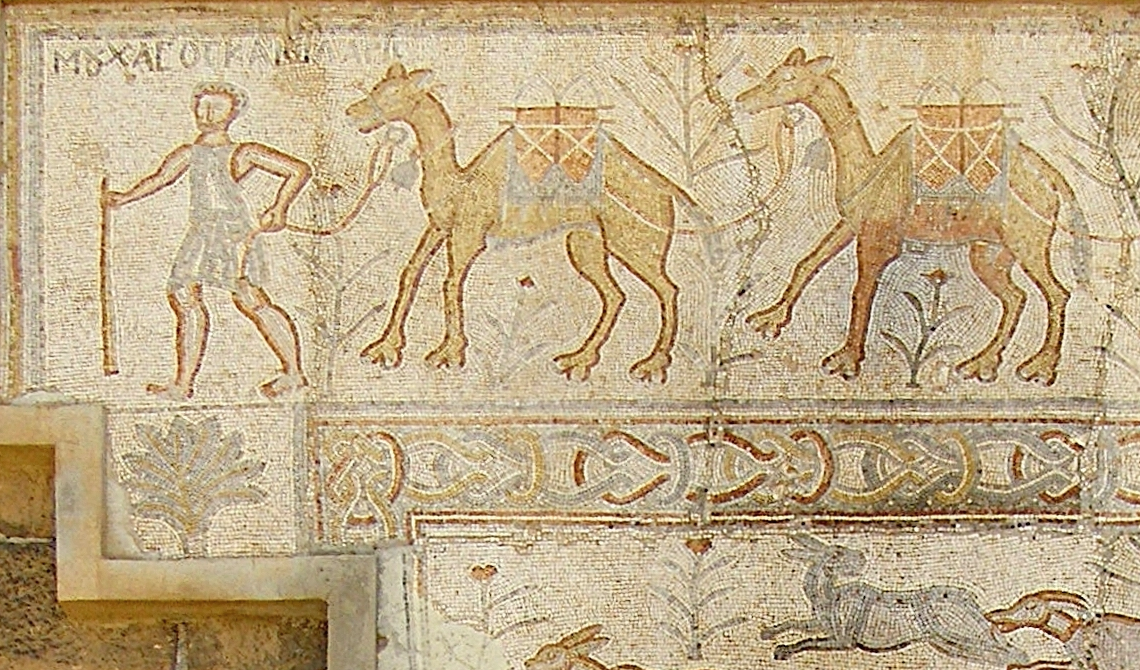
Antic mosaic romà que representa un comerciant conduint un tren de camells. Bosra, Síria

Vegeu també: Comerç transsaharià i ruta de la seda
Amb diferència, el major ús dels trens de camells es produeix entre el nord i l'oest d'Àfrica pels tuareg, els Shuwa i els Hassaniyya, així com per grups culturalment afiliats com els Toubou, els Hausa i els Songhay. Aquests trens de camells fan comerç al desert del Sàhara i al Sahel i als voltants. Els trens viatgen fins al sud fins al centre de Nigèria i el nord del Camerun a l'oest i el nord de Kenya a l'est del continent. En l'antiguitat, la península aràbiga era una ruta important per al comerç amb l'Índia i Abissínia.
Els trens de camells també s'han utilitzat durant molt de temps en parts del comerç transasiàtic, inclosa la Ruta de la Seda. Ja a principis del segle xx, les caravanes de camells van tenir un paper important connectant la regió de Beijing / Shanxi de l'est de la Xina amb els centres mongols (Urga, Uliastai, Kobdo) i Xinjiang. Les rutes anaven per Mongòlia Interior i Exterior. Segons Owen Lattimore, que l'any 1926 va passar cinc mesos travessant l'extrem nord de la Xina (de Hohhot a Gucheng, passant per Mongòlia Interior) amb una caravana de camells, la demanda de comerç de caravanes només es va incrementar amb l'arribada de vaixells de vapor estrangers als ports xinesos i el construcció dels primers ferrocarrils a l'est de la Xina, ja que milloraven l'accés al mercat mundial de productes de l'oest de la Xina com la llana.

## Austràlia
Vegeu també: Ernest Eugene Kramer

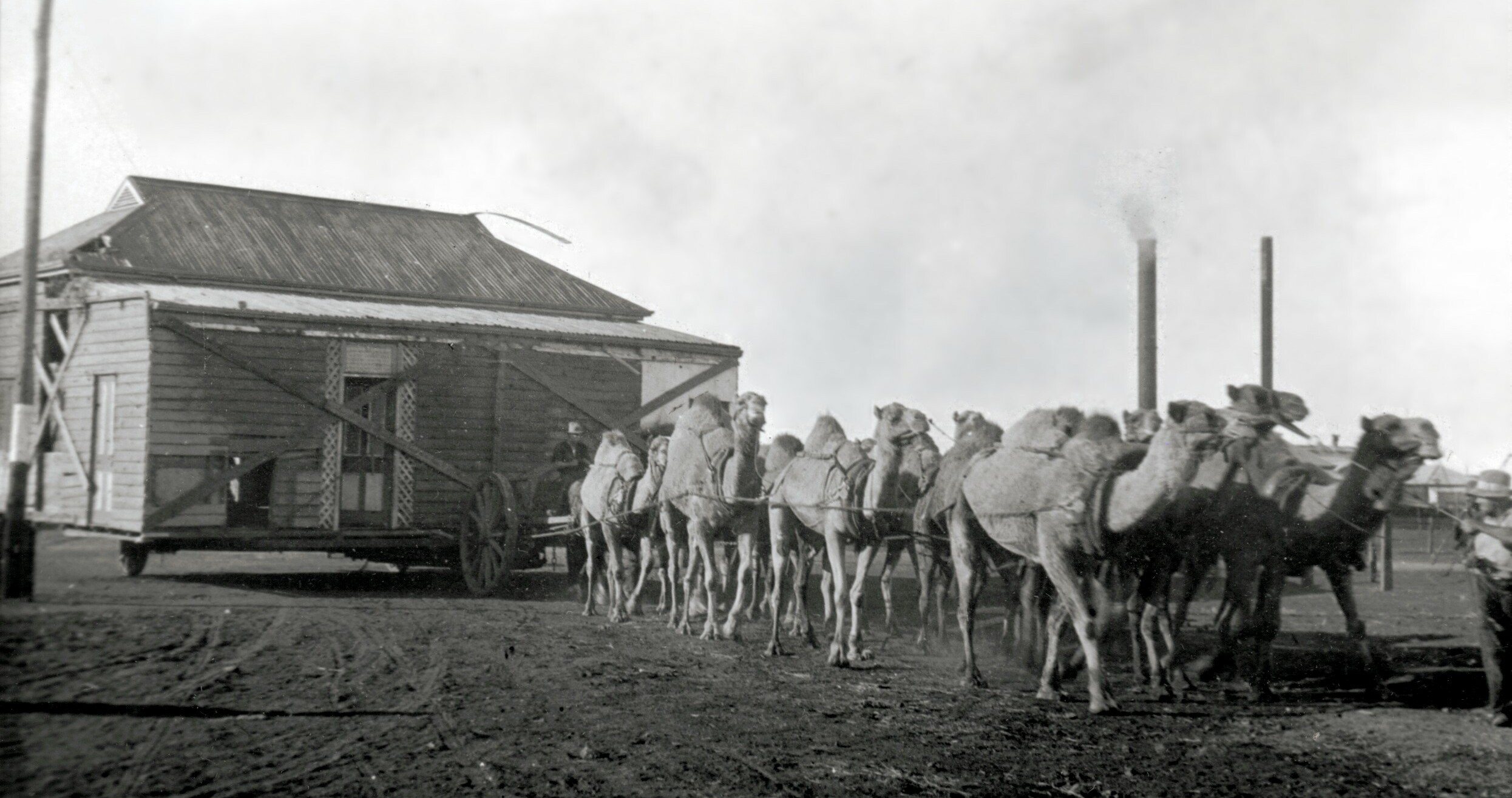
Tren de camells transportant una casa, Kalgoorlie, Austràlia

Al món de parla anglesa, el terme "tren de camells" s'aplica sovint a Austràlia, sobretot el servei que una vegada connectava un cap de ferrocarril a Oodnadatta a Austràlia Meridional amb Alice Springs al centre del continent. El servei va acabar quan la línia de tren es va ampliar fins a Alice Springs el 1929; aquest tren s'anomena " el Ghan ", una versió abreujada d'"Afghan Express", i el seu logotip és "camel & rider", en honor als "camellers afganesos" que van ser pioners en la ruta.

## Amèrica del Nord
Estats Units
La història dels trens de camells als Estats Units consisteix principalment en un experiment de l'exèrcit dels Estats Units. El 29 d'abril de 1856, trenta-tres camells i cinc conductors van arribar a Indianola, Texas. Tot i que els camells eren adequats per a la feina de transport al sud-oest americà, l'experiment va fracassar. La seva tossuderia i agressivitat els feien impopulars entre els soldats, i espantaven els cavalls. Molts dels camells van ser venuts a propietaris privats, d'altres van escapar al desert. Aquests camells salvatges es van continuar observant durant els primers anys del segle xx, amb l'últim albirament el 1941 a prop de Douglas, Texas.
Colúmbia Britànica(Canadà)
Els camells van ser utilitzats de 1862 a 1863 a la Colúmbia Britànica, Canadà, durant la febre de l'or de Cariboo.

## Organització de la caravana de camells

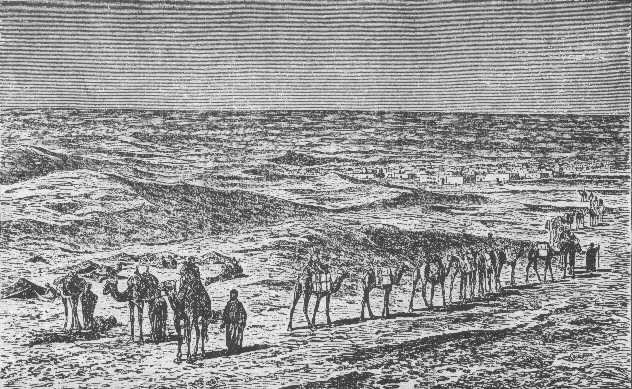
"Caravana apropant-se a una ciutat al vast desert del Sàhara", de: Stanley and the White Heroes in Africa, de H. B. Scammel, 1890

Tot i que l'organització de les caravanes de camells va variar al llarg del temps i al llarg del territoris que recorria, el relat d'Owen Lattimore sobre la vida de les caravanes al nord de la Xina als anys vint dona una bona idea de com era el transport de camells. En el seu Desert Road to Turkestan, descriu principalment caravanes de camells dirigides per empreses xineses han i hui de l'est de la Xina (Hohhot, Baotou) o Xinjiang (Qitai (llavors anomenat Gucheng), Barkol), recorrent les rutes que connecten aquestes dues regions a través del desert de Gobi. a través de la Mongòlia Interior (o, abans de la independència de Mongòlia, l'exterior). Abans de la independència efectiva de la Xina de la Mongòlia Exterior (al voltant de 1920), les mateixes empreses també van dirigir caravanes a Urga, Uliassutai i altres centres de Mongòlia Exterior, i a la frontera russa a Kyakhta, però amb la creació d'una frontera internacional, aquestes rutes van arribar a la Xina. declivi. Rutes de caravanes menys importants van donar servei a diverses altres zones del nord de la Xina, com ara la majoria dels centres de l'actual Gansu, Ningxia i el nord de Qinghai. Algunes de les firmes de caravanes més antigues amb seu a Hohhot tenien una història que data de principis de la dinastia Qing.

### Camells

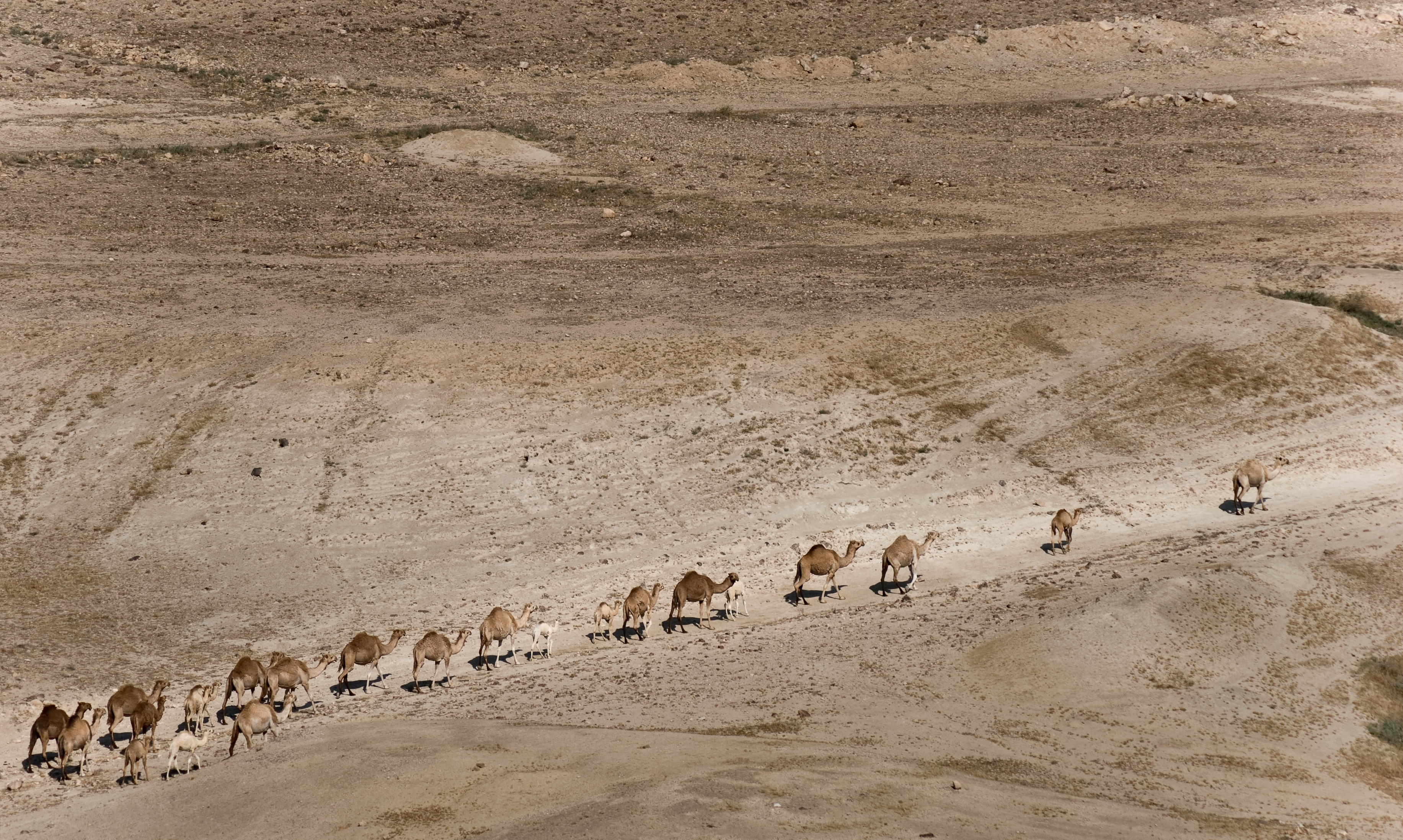
Comboi de camells a la Vall del Rift del Jordània, maig de 2010

Les caravanes procedents d'ambdós extrems de la ruta Hohhot-Gucheng estaven compostes per camells bactrians de dues gepes, adequats per al clima de la zona, encara que molt ocasionalment es podien veure dromedaris d'una sola gepa portats a aquesta ruta pels uigurs ("Turki", en El llenguatge de Lattimore) gent de la caravana de Hami Normalment, una caravana estaria composta per una sèrie de fitxers (Chinese, lian), de fins a 18 camells cadascun. Cadascun dels caravaners de base, coneguts com els tiradors de camells (Chinese, la luotuo-de), estava a càrrec d'un d'aquests fitxers. A la marxa, la feina del cameller consistia a conduir el primer camell de la seva llima amb una corda lligada a una clavilla enganxada al morro, conduint cadascun dels altres camells de la llima per mitjà d'una corda semblant pel camell de davant. d'això. Dues llimes (lian) formaven un ba, i els tiradors de camels de les dues llimes s'ajudaven mútuament a l'hora de carregar càrrega als camells a l'inici de la marxa de cada dia o de descarregar-la quan s'aturaven. Per fer la seva feina correctament, els tiradors de camells havien de ser experts en camells: com comenta Lattimore, "com que no es coneix cap bon doctorat per a ell [un camell] quan està malalt, han d'aprendre a mantenir-lo bé". Tenir cura de la salut dels camells incloïa la possibilitat de trobar el millor pasturatge disponible per a ells i mantenir-los allunyats de les plantes verinoses; coneixement de quan no s'ha de permetre que un camell begui massa aigua; com aparcar els camells durant la nit, que els permeti obtenir el millor refugi possible de la neu bufada pel vent a l'hivern; com distribuir correctament la càrrega per evitar que faci mal a l'animal; i com tractar les ferides lleus dels camells, com butllofes o úlceres.
La càrrega de camells va ser descrita per Mildred Cable i Francesca French en el seu llibre Through Jade Gate and Central Asia (1927): «En la càrrega d'un camell, els seus murmuris comencen quan la primera bala es col·loca a l'esquena, i continuen ininterrompudament fins al La càrrega és igual a la seva força, però tan bon punt mostra signes d'excés, el murmuri s'atura de sobte, i aleshores el conductor diu: "Prou! no poseu res més a aquesta bèstia!" »

### Gent de la caravana

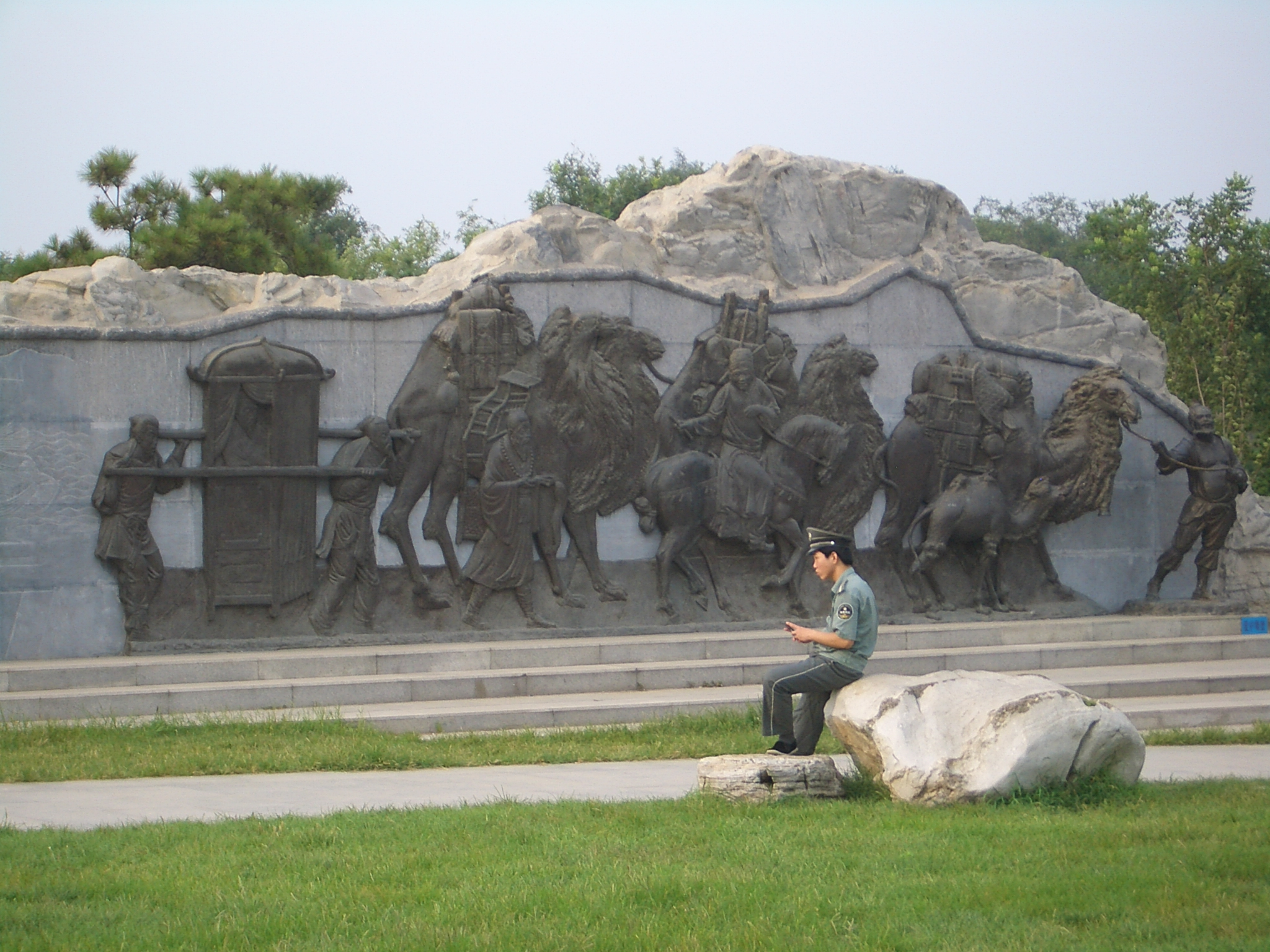
Representació d'un escultor modern de (el cap de) una caravana que s'acosta a Pequín, completa amb un tirador de camels i un mestre de caravanes muntat, cap de cuina o xiansheng al seu costat. Als deserts de Mongòlia, no es veuria un dignatari en una cadira sedan viatjant, ni un camell nen acompanyaria la seva mare. Tanmateix, Mildred Cable i Francesca French al seu llibre El desert de Gobi (1942) descriuen com es pot portar un camell jove en un bressol de fusta a l'esquena de la seva mare. Després de la primera setmana és capaç de caminar al seu costat amb períodes de descans al bressol; a mesura que envelleix és capaç de transportar una càrrega d'articles més lleugers que necessita la caravana però als quatre anys pot portar una càrrega completa.

Una caravana podria constar d'uns 150 camells (8 o més files), amb un tirador de camels per a cada llima. A més dels tiradors de camells, la caravana també inclouria un xiansheng (先生, literalment, "Senyor", "Senyor") (normalment, un home gran amb una llarga experiència com a tirador de camells, que ara fa el paper de director general)., un o dos cuiners, i el cap de caravanes, l'autoritat del qual sobre la caravana i la seva gent era tan absoluta com la d'un capità d'un vaixell. Si el propietari de la caravana no viatjava amb la caravana, enviaria una supercàrrega, la persona que s'encarregarà de l'eliminació de la mercaderia a l'arribada, però no tenia autoritat durant el viatge. La caravana també podia transportar un nombre de passatgers pagadors, que alternarien entre muntar a sobre d'una càrrega de camell i caminar.
El sou dels tiradors de camells era bastant baix (al voltant de 2 taels de plata al mes el 1926, que no serien suficients ni tan sols per a les sabates i la roba que es desgastava mentre caminava amb els seus camells), tot i que també se'ls alimentava i disposava d'espai per a tendes de campanya. despeses del propietari de la caravana. Aquella gent treballava no tant pel salari com pel benefici de portar alguna càrrega —la meitat d'una càrrega de camell, o una càrrega completa— pròpia sobre els camells de la caravana; quan es vengués amb èxit a la destinació, aportaria un benefici útil. Encara més important, si un tirador de camells es podia permetre el luxe de comprar un camell o alguns dels seus, se li permetia incloure-los al seu fitxer i recollir els diners del transport per a la càrrega (assignada pel propietari de la caravana) que portarien. Una vegada que l'extractor de camells es va fer prou ric com per posseir prop d'un fitxer complet de 18 camells, podria unir-se a la caravana no com a empleat sinó com una mena de soci; ara en comptes de guanyar un sou pagaria diners (uns 20 taels). per anada i tornada l'any 1926) al propietari de (la resta de) la caravana en benefici d'unir-se a la caravana, compartir el menjar, etc.

### Dieta
El menjar de la gent de la caravana es basava majoritàriament en farina de civada i mill, amb una mica de greix animal. Una ovella es comprava als mongols i es sacrificava de tant en tant, i el te era la beguda diària habitual; com que les verdures fresques eren escasses, l'escorbut era un perill. A més de la càrrega pagada i el menjar i l'equip per als homes, els camells també portarien una bona quantitat de farratge per a ells mateixos (normalment, pèsols secs quan anaven a l'oest, i ordi quan anaven a l'est, eren els tipus més barats d'alimentació de camells a Hohhot). i Gucheng, respectivament). Es calculava que, en sortir del seu punt d'origen, per cada 100 càrregues de mercaderia la caravana portaria unes 30 càrregues de farratge. Quan no n'hi havia prou (sobretot a l'hivern) es podia comprar més farratge (molt car) als comerciants que venien als llocs de parada populars de la ruta de les caravanes des de les zones poblades de Gansu o Ningxia al sud.

### Càrrega

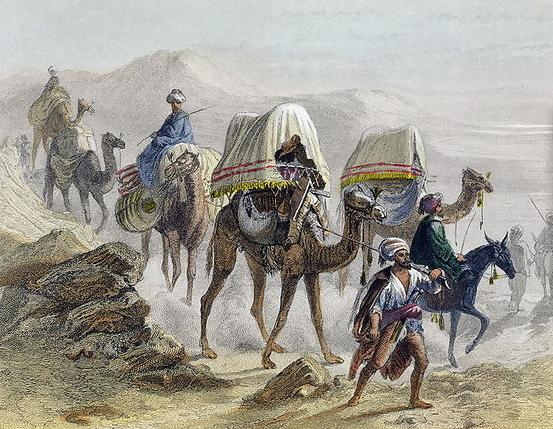
Camells amb un howdah, d'Émile i Adolphe Rouargue, 1855

La càrrega típica que transportaven les caravanes eren mercaderies com ara llana, teixits de cotó o te, així com productes manufacturats diversos per a la venda a Xinjiang i Mongòlia. L'opi també es transportava, normalment, per caravanes més petites i subreptícies, generalment a l'hivern (ja que en el temps calorós l'olor es detectava amb massa facilitat per l'olor). Les càrregues més exòtiques podrien incloure jade de Khotan, corns d'alc apreciats en la medicina xinesa, o fins i tot cadàvers dels caravaners i comerciants de Shanxi, que van morir mentre es trobaven a Xinjiang. En aquest darrer cas, els cossos havien estat enterrats per primera vegada "temporalment" a Gucheng en taüts lleugers, i quan, després de tres anys a la tomba, la carn havia estat majoritàriament " consumada ", el gremi de comerciants va enviar els cossos a la tomba. l'est per una caravana especial. A causa de la naturalesa especial de la càrrega, es va cobrar una tarifa de transport més alta per a aquests "passatgers morts". Els camells s'han utilitzat històricament per al tràfic de drogues il·lícites entre els seus béns comercials legals. Com que la carn de camell és il·legal en alguns llocs, els mateixos camells són de contraban. A l'Índia, el sacrifici ritual i la matança comuna han alimentat el contraban de camells.

### Velocitat
Segons el diari de Lattimore, els viatges en caravana a Mongòlia Interior no sempre van seguir un horari regular. Les caravanes viatjaven o acampaven a qualsevol hora del dia o de la nit, segons el clima, les condicions locals i la necessitat de descans. Com que la caravana viatjava a la velocitat de caminada dels homes, la distància feta en un dia (una "etapa") sol ser d'entre 10 i 25 mi (16 i 40 km), en funció de les condicions de la carretera i del temps, i les distàncies entre fonts d'aigua. En ocasions es passaven diversos dies en un campament sense avançar, a causa del mal temps. Un viatge d'anada de Hohhot a Gucheng (1,550 a 1,650 mi o 2,490 a 2,660 km segons el càlcul de Lattimore) podia trigar entre tres i vuit mesos.
Les caravanes més petites propietat dels mongols de l'Alashan (la Mongòlia Interior més occidental) i tripulades pels xinesos han de Zhenfan, podien fer marxes més llargues (i, per tant, cobrir distàncies més llargues més ràpid) que les típiques caravanes xineses han o hui, perquè els mongols podien utilitzar sempre camells "frescos" (recollits del seu gran ramat només per a un sol viatge), cada home tenia un camell per muntar, i les càrregues eren molt més lleugeres que a les caravanes "estàndard" (poques vegades superaven les 270 lliures (122.5 kg). Aquestes caravanes solen viatjar de dia, des de la sortida del sol fins a la posta del sol. Aquest tren de camells es descriu en els relats del viatge que van fer Peter Fleming i Ella Maillart al desert de Gobi a mitjans dels anys trenta.

### Logística

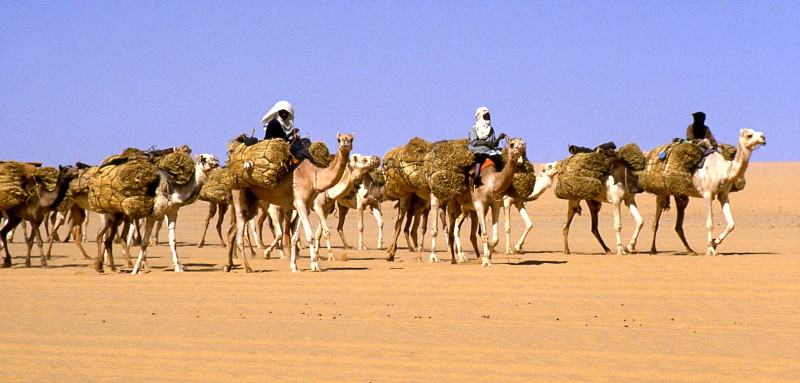
Caravana de sal d'Azalai practicada pels comerciants tuareg al desert del Sàhara. Els francesos van informar que la caravana de 1906 comptava amb 20.000 camells.

Les posades anomenades caravanserraris es van estendre al llarg del recorregut d'un llarg viatge en caravanes. Aquestes posades al costat de la carretera s'especialitzaven a atendre els viatgers per les rutes comercials establertes, com la Ruta de la Seda i la Ruta Reial. Com que les rutes comercials tan llargues passaven sovint per regions desèrtiques inhòspites, els viatges serien impossibles de completar amb èxit i rendibilitat sense un caravanserrari per proporcionar els subministraments i l'assistència necessaris als comerciants i viatgers.
Calia que els camells passessin almenys dos mesos entre llargs viatges per recuperar-se, i el millor moment per a aquesta recuperació era entre juny i juliol, quan els camells es desprenen del pèl i el pasturatge és millor. Per tant, la millor pràctica era que una caravana abandonés Hohhot a l'agost, just després de la temporada de pasturatge; en arribar a Gucheng, els camells més febles podrien quedar-s'hi fins a l'estiu següent pasturant qualsevol vegetació disponible a l'hivern, mentre que els més forts, després d'unes setmanes de recuperació amb una dieta de gra (el gra és més barat a Xinjiang que a l'est de la Xina), ser enviat de tornada a finals d'hivern/principis de primavera, agafant-se gra per farratge i tornar a Hohhot abans de la propera temporada de pasturatge. Al contrari, es podria deixar Hohhot a la primavera, passar la temporada de pastura estival a Xinjiang i tornar a finals de tardor del mateix any. De qualsevol manera, seria possible que la gent de la caravana i els seus millors camells fessin un viatge complet d'anada i tornada en un any. Tanmateix, una programació tan perfecta no sempre era possible, i sovint passava que una caravana enviada des de Hohhot a l'agost acabava quedant-se a l'altre extrem de la ruta fins i durant la següent temporada de pasturatge, tornant a Hohhot aproximadament un any i mig després de la seva sortida.

### Pèrdua de camells; comerç de pèl de camell

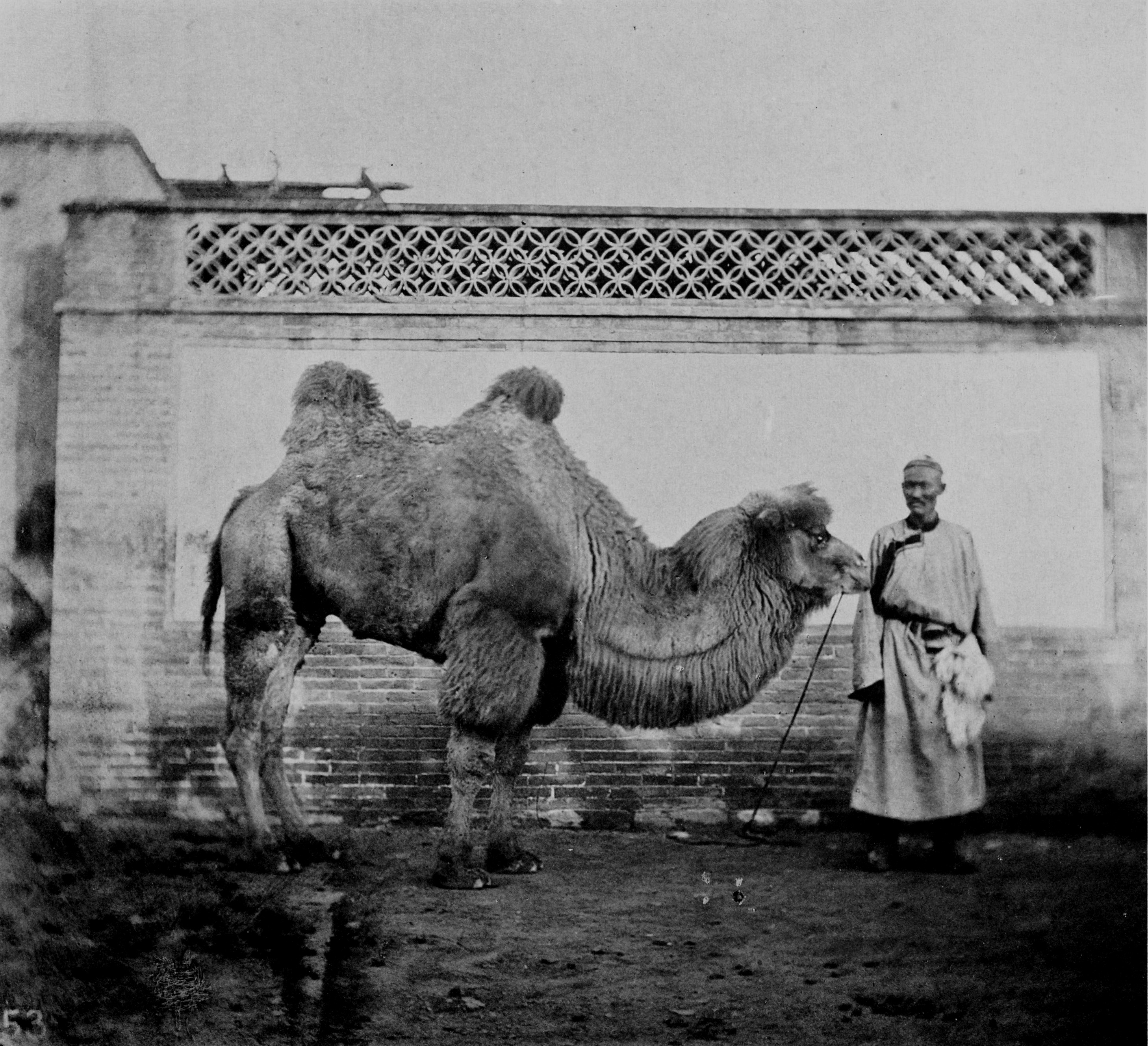
"El camell pequinès"; fotografia de John Thomson

En gairebé tots els viatges es perdrien uns quants camells a cada caravana. En un tram especialment esgotador del viatge, un animal que ja s'havia desgastat per moltes setmanes de caminar, o enverinat accidentalment per menjar una planta verinosa, s'agenollaria i ja no s'aixecava. Atès que la gent de la caravana considerava que matar un camell era un mal karma, l'animal desesperat —la mort del qual, si fos propietat d'un tirador de camells individual, seria una gran pèrdua material per al seu amo—, simplement es va deixar enrere per morir ", llançat. al Gobi", com dirien els homes de camells.
Atès que els camells muden a l'estiu, els propietaris de camells rebien ingressos addicionals per la recollida de diverses lliures de pèl que els seus animals van deixar caure durant el pasturatge d'estiu (i la temporada de vessament); al nord de la Xina, el comerç de pèl de camell va començar cap a la dècada de 1880. Més tard, els caravaners van aprendre l'art de teixir i ganxet dels russos blancs derrotats (exiliats a Xinjiang després de la Guerra Civil Russa) i els objectes que havien fet van ser transportats a l'est de la Xina amb una caravana de camells. Tot i que el pèl que els camels s'aboca o que s'hi recullen es considerava, per descomptat, propietat dels amos dels camells, els treballadors de les caravanes tenien dret a utilitzar alguns cabells per fer-los ells mateixos (sobretot mitjons) o per vendre'ls. Lattimore el 1926 va observar que els tiradors de camells "teixien a la marxa; si es quedaven sense fil, arribarien al primer camell de la llima que portaven, arrencaven un grapat de cabells del coll i l'enrotllaven als palmells de la mà. al principi d'un tros de fil; s'hi va adjuntar un pes i se li va donar un gir per començar a filar, i l'home va continuar introduint llana al fil fins que va tenir prou fil per continuar teixint".

## Associacions culturals
"In the Desert" ("Верблюды", literalment "Camels") és una cançó "tradicional russa", interpretada per Donald Swann. Proporciona una traducció a l'anglès després de cada línia. La cançó és extremadament repetitiva ("Un altre camell s'apropa"), fent que la traducció sigui en gran manera redundante, "s'acosta tota una caravana de camells".
Fritz Mühlenweg va escriure un llibre anomenat In geheimer Mission durch die Wüste Gobi (primera part en anglès Big Tiger and Compass Mountain), publicat el 1950. Més tard va ser escurçat i traduït a l'anglès sota el títol Big Tiger and Christian ; tracta de les aventures de dos nois que creuen el desert de Gobi.